# Eta Carinae

Lage von Eta Carinae (η am oberen Bildrand, gelb) in Bezug auf PP Car.

Eta Carinae oder η Carinae ist ein veränderlicher, sehr massereicher Doppelstern von etwa 100 bis 200 Sonnenmassen (Primärstern) bzw. 30 bis 80 Sonnenmassen (Sekundärstern), der mit etwa der vier- bis fünfmillionenfachen Leuchtkraft der Sonne strahlt. Sein Sekundärstern ist nur durch Schwankungen im Spektrum nachweisbar und ist nicht direkt beobachtbar.
Ein offizieller Eigenname existiert für diesen Stern nicht. Obwohl er heute mit bloßem Auge nicht mehr sichtbar ist, hat er mit Eta Carinae eine Bayer-Bezeichnung, weil der Doppelstern zur Zeit Johann Bayers (1603) wesentlich heller als heute war und er deshalb in seinem Werk Uranometria im damaligen Sternbild Schiff Argo als Stern zweiter Klasse verzeichnet ist.
Eta Carinae liegt in einer Entfernung von etwa 7500 Lichtjahren, innerhalb des offenen Sternhaufens Tr 16, der wiederum in einen riesigen Nebelkomplex eingebettet ist, den Carinanebel NGC 3372. Er gehört zu den Hyperriesen und den leuchtkräftigen blauen Veränderlichen.

## Auswirkung der Masse auf den Lebenszyklus
Der Primärstern von Eta Carinae ist einer der massereichsten Sterne der Milchstraße.
Die Kernfusion verbraucht in solchen Sternen aufgrund des durch die Masse erzeugten hohen inneren Druckes und der dadurch bedingten hohen Temperatur den vorhandenen Wasserstoff (und im Verlauf ihrer weiteren Entwicklung auch schwerere Elemente) mit einer wesentlich höheren Rate als in der Sonne, wobei enorme Energiemengen in Form von Strahlung freigesetzt werden. Im Vergleich zu einem kleineren, masseärmeren Stern benötigt Eta Carinae eine exponentiell höhere Energiemenge, um ein hydrostatisches Gleichgewicht zwischen Strahlungs- und Schweredruck aufrechtzuerhalten. Instabilitäten der Gleichgewichtslage können mit starken Helligkeitsveränderungen ("Ausbrüchen", siehe unten) einhergehen.
Die hohe Fusionsrate führt dazu, dass ihr Kernbrennstoff in verhältnismäßig kurzer Zeit, nämlich innerhalb weniger Millionen Jahre, verbraucht sein wird. Diese Sterne werden dann in einer Supernova oder einer Hypernova explodieren und höchstwahrscheinlich als Schwarzes Loch enden. Die Sonne hat zum Vergleich eine zu erwartende Lebensdauer von 10 Milliarden Jahren.
Der Stern Eta Carinae gehört zu einer besonderen Klasse von instabilen blauen Riesensternen, die im Englischen als Luminous Blue Variables (LBV), also Leuchtkräftige Blaue Veränderliche bezeichnet werden. Es wird angenommen, dass alle Sterne mit einer Anfangsmasse von mehr als etwa 20 Sonnenmassen einige zehntausend Jahre im LBV-Stadium verbringen.
In der Milchstraße wurden bisher sechs LBVs entdeckt. Einige weitere sind in den Nachbargalaxien der lokalen Gruppe bekannt.

## Ausbrüche
Bemerkenswert ist Eta Carinae wegen seiner Ausbrüche und der sich dadurch verändernden Helligkeit. Bei seiner ersten Katalogisierung durch Edmond Halley im Jahr 1677 war er ein Stern 4. Größe, steigerte jedoch seine Helligkeit und wurde 1730 als einer der hellsten Sterne im Sternbild Kiel des Schiffs wahrgenommen. Bis 1782 sank er wieder auf seine vormalige Helligkeit zurück und erhöhte sie dann ab 1820 allmählich wieder. 1827 war sie bereits zehnmal so hoch, entsprechend 2,5 Größenklassen, und zwischen 1837 und 1856 kam es zu einem gewaltigen Ausbruch, der Großen Eruption, bei dem er schließlich gegen 1843 −0,8 Magnituden erreichte. Der Ausbruch hatte das Ausmaß einer Supernova und machte Eta Carinae trotz seiner Entfernung innerhalb kürzester Zeit zum zweithellsten Stern neben Sirius. Er verblasste in den Folgejahren zusehends. Von 1900 bis 1940 war er mit 7 bis 8 Magnituden nur noch im Teleskop oder Prismenfernglas sichtbar. 1940 wurde er dann allmählich wieder heller und auch wieder mit bloßem Auge sichtbar. Von 1998 bis 1999 verdoppelte der Stern seine Helligkeit innerhalb von 18 Monaten und hatte 2002 eine Helligkeit von 5 bis 6 Magnituden erreicht.

### Lichtechos des großen Ausbruchs
Von dem großen Ausbruch in der Mitte des 19. Jahrhunderts lagen bisher nur zeitgenössische visuelle Helligkeitsschätzungen vor. Mit Hilfe von Lichtechos konnte im Jahre 2011 der Helligkeitsverlauf während der Eruption gemessen sowie mehrere Spektren aufgenommen werden. Bei einem Lichtecho wird die elektromagnetische Strahlung an Staubteilchen gestreut und trifft daher deutlich später auf der Erde ein. Die gemessene Lichtkurve bestätigt die zeitgenössischen Berichte. Die Spektren der großen Eruption zeigen eine unerwartet geringe Temperatur von circa 5000 K, charakteristisch für einen G2–G5-Überriesen mit blauverschobenen Absorptionslinien, aus denen die Geschwindigkeit des abströmenden Gases zu circa 220 km/s bestimmt werden konnte. Bei dem großen Ausbruch wurde ca. ein Zehntel der Energie einer Kernkollaps-Supernova frei und die Strahlung überstieg die Eddington-Grenze für mindestens 10 Jahre, ohne den Stern zu zerstören. Mit der niedrigen Temperatur ist der Ausbruch von Eta Carinae eher untypisch für die Klasse der Supernova Impostors. Als Ursache der großen Eruption wird eine Instabilität in der Kernzone des massereichen Sterns vermutet, dessen Energieerzeugung sich vervielfachte. Die äußeren Schichten des Sterns expandierten dabei und wurden von einem starken Sternwind abgetragen. Ein Teil fiel auf den Begleiter, und die freiwerdende Gravitationsenergie war die Hauptquelle für den Helligkeitsanstieg. Der Massentransfer hat wahrscheinlich die Umlaufzeit des Doppelsterns von 5,0 auf die heute gemessenen 5,5 Jahre verlängert. Während des Ausbruchs kam es alle 5 Jahre zu einem Helligkeitsanstieg, wenn sich die beiden Sterne auf ihrer elliptischen Bahn besonders nahe kamen.

### Homunkulusnebel

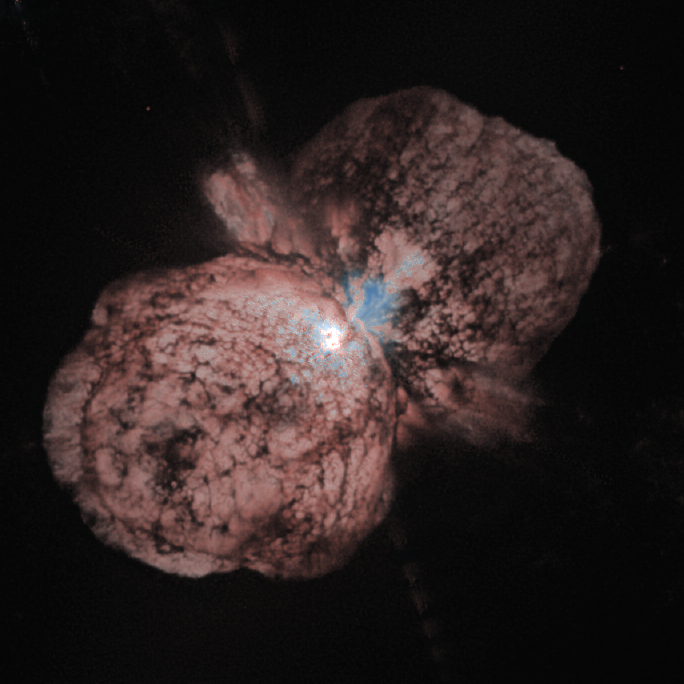
Aufnahme des Homunkulusnebels durch das Hubble-Weltraumteleskop

Eta Carinae ist von einem sich ausbreitenden bipolaren Nebel umgeben, der wegen seines Erscheinungsbildes auf Fotoplatten auch Homunkulusnebel genannt wird. Der Nebel hat die Gestalt zweier entgegengesetzter Kegel, deren Spitzen in Eta Carinae ihren Ursprung haben, und misst bei einer scheinbaren Größe von 18″ von Ende zu Ende etwas mehr als 0,5 Lichtjahre. Durch ihre Ausbreitungsgeschwindigkeit von bis zu 700 km/s, die mit Hilfe verschiedener Aufnahmen von 1945 bis 1995 aus ihrer Eigenbewegung abgeschätzt wurde, lässt sich die Wolke auf den Ausbruch in den 1840er Jahren zurückführen; sie ist vermutlich mitverantwortlich für den damaligen Helligkeitsabfall, da sie den Stern verdeckt und den Großteil seines Lichts verschluckt. Bereits auf Aufnahmen, die im Abstand eines Jahres gemacht werden, lassen sich sichtbare Veränderungen an ihrer Größe ausmachen.
Die Kegel sind in Richtung der Rotationsachse des Sterns ausgerichtet. In Richtung der beiden Kegel, also an den Rotationspolen, stößt der Stern auch weiterhin enorme Mengen von Materie aus. Von der Erde aus wird Eta Carinae genau längs durch eine der Kegelwände gesehen. Dadurch wird das Licht auf ein Hundertstel – um etwa 5 Magnituden – abgeschwächt. Andere LBV haben ebenfalls derartige bipolare Nebel, durch den wesentlich höheren Kontrast erscheinen sie aber weniger prächtig auf Bildern.

### Äquatoriale Scheibe
Senkrecht zur Ausbreitungsrichtung der kegelförmigen Wolken, in der so genannten äquatorialen Ebene, befindet sich eine relativ flache Scheibe, die ebenfalls aus fortgeschleudertem Material besteht. Die Geschwindigkeitsabschätzungen für sie ergeben eine höhere Geschwindigkeit als die der bipolaren Wolke und zeigen, dass sie viel später als diese ausgestoßen worden sein muss, in den 1890er Jahren. Da Eta Carinae nach seinem großen Ausbruch in den 1840ern sehr genau beobachtet wurde, konnte in den Aufzeichnungen seiner Helligkeitskurve in diesem Zeitraum auch ein kurzzeitiger Anstieg gefunden werden.
Bei bipolaren Wolken um andere, weitaus weniger schwere Sterne (siehe planetarischer Nebel) hatte man eine dichte äquatoriale Scheibe angenommen, die das Auswurfmaterial nur an den beiden Polen des Sterns ungehindert austreten lässt. Da bei Eta Carinae nun auch in der Ebene der äquatorialen Scheibe selbst Material mit hoher Geschwindigkeit austritt, ist man sich nicht sicher, welche Mechanismen hier tatsächlich wirken.

### Wolkenmaterial und Energiefreisetzung
Das Material von Wolke und Scheibe besteht aus Gas mit einem hohen Anteil an Stickstoff und Staub. Es wird durch den Stern erhitzt, so dass in der Gaswolke viele chemische Verbindungen entstehen können (Kosmochemie). Infolgedessen strahlt der Homunkulusnebel zudem im Infrarotbereich und ist eines der hellsten Infrarotobjekte der Milchstraße überhaupt. Da die Infrarotstrahlung im Gegensatz zum sichtbaren Licht in der Lage ist, den Staub zu durchdringen, ist es möglich, in diesem Wellenlängenbereich auch die größtenteils verdeckte, von uns abgewandte Wolkenhälfte zu beobachten.
Dadurch konnte die Masse der beiden Wolken auf je etwa eine und die der äquatorialen Scheibe auf etwa eine halbe Sonnenmasse abgeschätzt werden.
Die Existenz von Staub im Auswurfmaterial des Sterns wird darauf zurückgeführt, dass es sich mit zunehmender Entfernung abkühlte und so die Bildung von Staubteilchen zuließ.
Aus Masse und Ausbreitungsgeschwindigkeit der bipolaren Wolken wurde deren kinetische Energie errechnet, die Aufschluss über das Ausmaß der Eruptionen gibt.
Demnach entspricht sie der Energiemenge, die unsere Sonne in 200 Millionen Jahren freisetzt und liegt damit in der Größenordnung von 2·1042 J. Für die äquatoriale Scheibe ergibt sich etwa der halbe Wert, da sie zwar eine höhere Ausbreitungsgeschwindigkeit besitzt, aber weniger Masse enthält.

### Ältere Ausbrüche

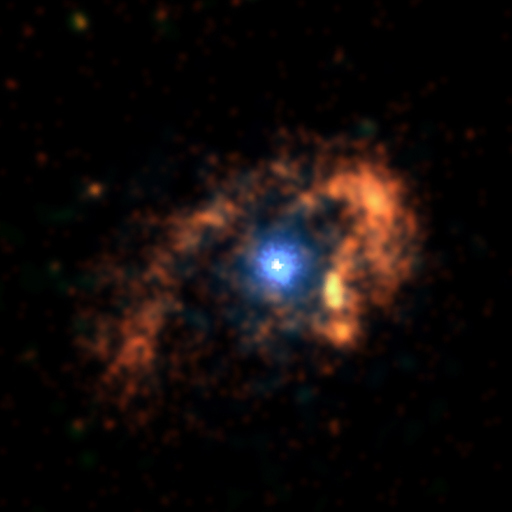
Chandra-Aufnahme des Horse-Shoe (Hufeisen)-Nebels im Röntgenbereich

Etwas entfernt vom Homunkulusnebel befindet sich älteres Auswurfmaterial, das möglicherweise bei einem ähnlichen Ausbruch im 15. Jahrhundert fortgeschleudert wurde.
Aufnahmen des Röntgen-Satelliten Chandra von 1999 lassen außerdem einen hufeisenförmigen Ring mit einem Durchmesser von etwa zwei Lichtjahren erkennen, von dem auf einen weiteren großen Ausbruch vor mehr als tausend Jahren geschlossen wird. Im Röntgenbereich zeigt sich zudem, dass das Gas in unmittelbarer Nähe des Zentralsterns eine Temperatur von etwa 60 Millionen Kelvin aufweist und im Außenbereich des Rings, wo das Gas mit der interstellaren Materie zusammenstößt und abgebremst wird, etwa drei Millionen Kelvin.
Die Ursache für derartige Ausbrüche wird noch nicht verstanden. Eine wahrscheinliche Annahme ist, dass sie durch aufgestauten Strahlungsdruck der enormen Leuchtkraft hervorgerufen werden, d. h., dass der Druck der nach außen gerichteten Strahlung irgendwann die nach innen gerichtete Gravitation überwiegt, wodurch das hydrostatische Gleichgewicht kurzzeitig zusammenbricht und der Stern explosionsartig riesige Mengen von Materie seiner äußeren Hüllen abstößt.
Sie zeigen jedenfalls, dass der Stern höchst instabil und am Ende seines Lebenszyklus angelangt ist. Man vermutet, dass er mindestens einmal in tausend Jahren einen größeren Ausbruch durchläuft und dass er wohl innerhalb der nächsten 100.000 Jahre als Supernova explodieren wird. Dies macht ihn zu einem hochinteressanten Forschungsobjekt, da sich an ihm die letzten Stadien der Sternentwicklung und deren Übergänge beobachten lassen.

## Strahlungsschwankungen
Die Beobachtungen der letzten Jahre haben ergeben, dass die Helligkeit des Sterns kontinuierlich steigt. Die Ursache ist nicht bekannt. Wahrscheinlich ändert sich die bolometrische Helligkeit von Eta Carinae nicht, sondern eine Änderung in der Dichte des absorbierenden Materials in der unmittelbaren Umgebung führt zu einer Steigerung der optischen Helligkeit. Der Steigerung überlagert sind mehrere periodische Schwankungen:
- Innerhalb von 5,5 Jahren steigert sich die ausgesendete Röntgenstrahlung allmählich. Gegen Ende wächst sie dramatisch an und sinkt dann schlagartig um den Faktor 100 auf ein dreimonatiges Minimum ab, bis ein neuer Zyklus beginnt.[16]
- Daneben gibt es eine 85,1-tägige Schwankung, bei der kurzzeitige Strahlungsschübe auftreten. Dies könnte durch eine Pulsation des Sterns hervorgerufen werden, d. h. durch periodisches Ausdehnen und Schrumpfen der Sternhüllen.

## Theorien
Im Spektrum von Eta Carinae wurden periodische Veränderungen gefunden, die darauf hindeuteten, dass es sich bei Eta Carinae um ein Doppelsternsystem handelt, in dem sich die beiden Komponenten in etwa 5,54 Jahren einmal umkreisen. Mit ebendieser Periode treten auch die Minima bei der Röntgenstrahlung aus dem Zentralbereich auf, die sich damit als Verdeckung einer Doppelsternkomponente durch die andere erklären ließe. Die Röntgenstrahlung könnte durch das Aufeinanderprallen der Sternwinde der beiden Komponenten erzeugt werden, ebenso könnten Bedeckungsvorgänge eine Rolle spielen. Es konnte bisher zwar noch kein schlüssiges Modell dieses Systems aufgestellt werden, das alle beobachteten Phänomene zugleich erklärt, aber jüngst konnte der Anteil des Begleiters am Gesamtlicht im ultravioletten Wellenlängenbereich nachgewiesen werden, so dass an der Doppelsternthese an sich kaum noch Zweifel bestehen.
Es gibt mehrere Theorien zur Beschreibung des Mechanismus, der die Entstehung der bipolaren Wolken des Homunkulusnebels bewirkt hat: Eine besagt, dass das Magnetfeld des Sterns das fortgeschleuderte Plasma in zwei Vorzugsrichtungen gebündelt habe. Eine weitere führt die Wolken auf den Einfluss der Gravitation des Begleitsterns zurück, während eine dritte die Rotation des Sternes im Zusammenspiel mit der extrem hohen Leuchtkraft im Bereich der Eddington-Grenze dafür verantwortlich macht. Letztere wird durch die neuesten Daten favorisiert; es existiert aber noch keine einhellige Lehrmeinung.
Darüber hinaus stellte der Astronom Sveneric Johansson aufgrund von spektrografischen Untersuchungen an Eta Carinae von 1996 die Theorie auf, dass unmittelbar um den Stern herum ultraviolettes Laserlicht entstehe. Derartige Laserphänomene wurden zwar in der Natur bis dahin noch nicht beobachtet, im energetisch schwächeren Mikrowellenbereich strahlende kosmische Maser dagegen schon.
Einer neueren, wenig verbreiteten Hypothese zufolge ist Eta Carinae möglicherweise auch ein Dreifach-Sternsystem, bestehend aus zwei „normalen“ Sternen mit weniger als 60 Sonnenmassen und einem Neutronenstern mit schwerer Akkretionsscheibe, der die Sekundärkomponente eng umkreist.

## Die Einzigartigkeit von Eta Carinae
Der Anblick, den Eta Carinae bietet, ist einzigartig. Dies liegt an der relativen Nähe zur Erde, verglichen mit anderen LBVs, und an dem Umstand, dass das Licht des Zentralsterns gegen das Licht des Nebels stark abgeschwächt wird. Dadurch wird der Nebel nicht nur auf Bildern deutlicher, sondern auch Spektrallinien des Nebels erscheinen um einen Faktor hundert stärker als ohne diese Abschwächung. Daher wurde der Doppelstern auch selbst lange für ein einzigartiges Objekt gehalten. Es mehren sich jedoch die Anzeichen, dass Eta Carinae, sähen wir ihn aus einem anderen Winkel, sich nur gering von anderen LBVs im oberen Massebereich unterscheiden würde. So weisen zum Beispiel alle in ausreichendem Detail untersuchten LBVs bipolare Nebel vergleichbar zum Homunkulusnebel auf.